# Василистник Делавая
Васили́стник Делавая (лат. Thalictrum delavayi) — многолетнее травянистое растение, вид рода Василистник (Thalictrum).
Китайское название: 偏翅唐松草 piān chì táng sōng cǎo.
В конце 19-го века аббат Жан-Мари Делавай (Jean Marie Delavay) обнаружил этот вид в провинции Юньнань (Китай).
Василистник Делавая культивируется в качестве красивоцветущего садового растения.

## Распространение

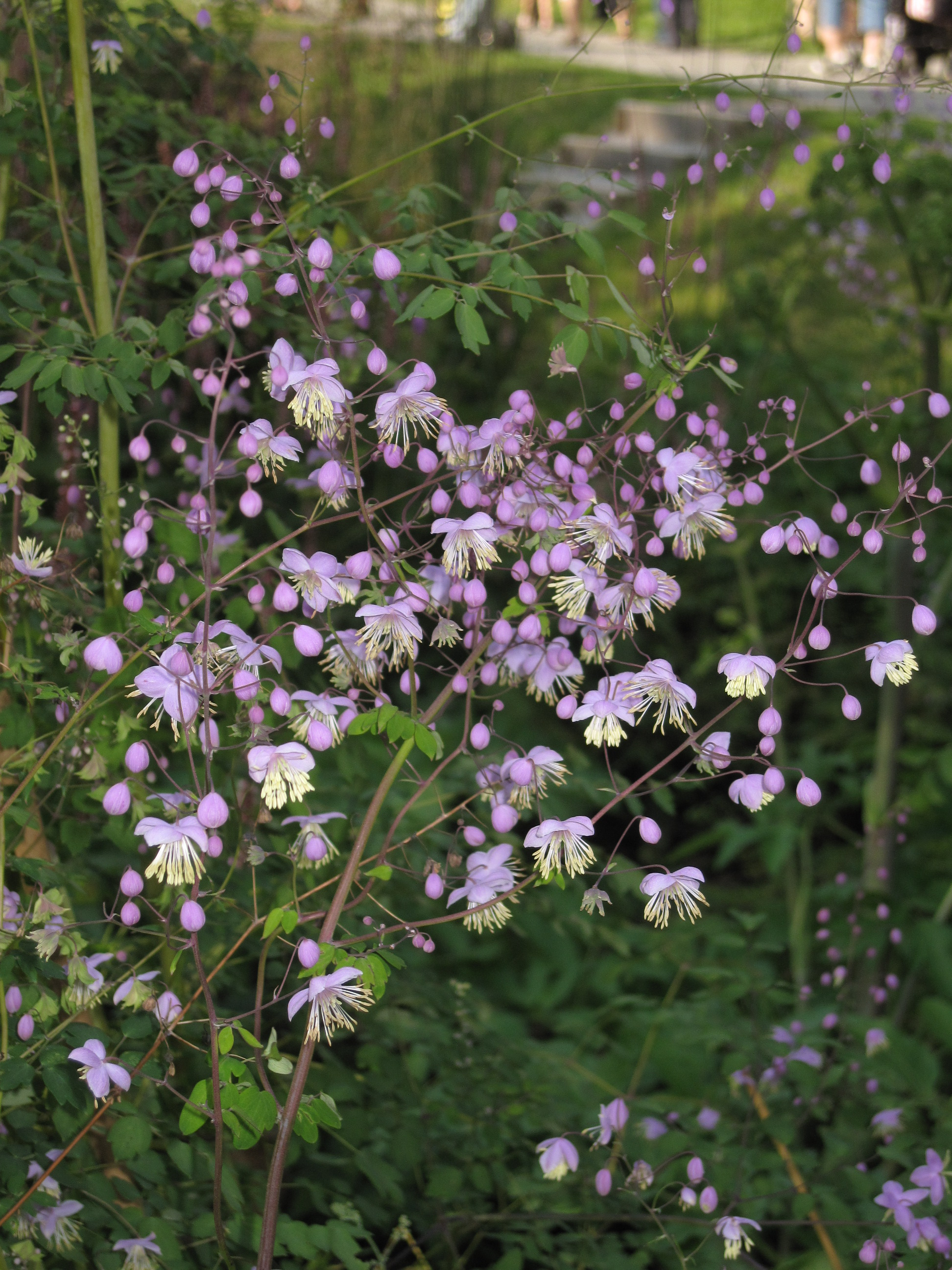

Леса, кустарники, холмы, покрытые травой склоны, тенистые места, вдоль ручьёв, влажные скалистые уступы на высотах 1800—3400 метров над уровнем моря.
Китай (Гуйчжоу, Сычуань, Тибетский автономный район, Юньнань).

## Ботаническое описание
Многолетнее травянистое растение. Высота взрослых растений до 60—200 см, в культуре 150 см.
Корневище короткое. Нижние листья трижды- или четыреждыперистые, около 40 см. Черешок 1,4—8 см. Листочки овальные или эллиптические, трёхлопастные или цельные, 0,5–3 × 0,3–2 (2,5) см. Прикорневые листья увядают во время цветения.
Цветки актиноморфные, без шпорцев (в отличие от некоторых других растений этого семейства), мелкие, лилово-розовые, собраны в крупные, рыхлые щитковидные метёлки, 15—40 см. Цветоножка 8—25 мм. Чашелистиков 4 (или 5), размеры: 6—14 × 2,2—7 мм. Тычинок много, длина 5—7 мм.
Цветёт в июне-сентябре. Плод — листовка, семена продолговатые, крупные, созревают в августе.

## В культуре
В средней полосе России зимует под лёгким укрытием. Очень красив и наиболее декоративен среди представителей рода. Зимостоек без укрытия при условии посадки на хорошо аэрированных почвах.
Имеет награду AGM (Award of Garden Merit) — ежегодно присуждаемая премия Королевского общества садоводов.
В качестве компаньонов рекомендуются: Molinia caerulea subsp arundinacea 'Transparent', Physocarpus opulifolius 'Diabolo', Miscanthus sinensis 'Morning Light' и Geranium x riversleaianum 'Mavis Simpson'.

## Сорта и разновидности
- Thalictrum delavayi var. decorum. Разновидность, имеющая меньшие размеры[3].
- 'Album'. Цветки белые[5].
- 'Hewlett’s Double'. Относительно невысокий и медленно разрастающийся сорт. Высота 1 м, цветки лилово-сиреневые. Тычинки так разрослись, что цветки стали напоминать миниатюрные помпончики. Цветение позднее, в августе. Внешне напоминает гипсофилу. Отлично растёт в любом садовом грунте и даже может мириться с холодными торфяными почвами[5].